# Nomada truttarum
Nomada truttarum là một loài Hymenoptera trong họ Apidae. Loài này được Cockerell mô tả khoa học năm 1909.